# Madalena (Tomar)
Madalena ist ein Ort und eine ehemalige Gemeinde (Freguesia) im portugiesischen Kreis Tomar. Die Gemeinde hatte 3233 Einwohner (Stand 30. Juni 2011).
Am 29. September 2013 wurden die Gemeinden Madalena und Beselga zur neuen Gemeinde União das Freguesias de Madalena e Beselga zusammengeschlossen. Madalena ist Sitz dieser neu gebildeten Gemeinde.